# VV Весов
VV Весов (лат. VV Librae) — одиночная переменная звезда в созвездии Весов на расстоянии приблизительно 10032 световых лет (около 3076 парсеков) от Солнца. Видимая звёздная величина звезды — от +13,6m до +12,3m.

## Характеристики
VV Весов — пульсирующая переменная звезда типа RR Лиры (RRAB).